# Augusto Lins e Silva Neto
Augusto Lins e Silva Neto, ou apenas Lins e Silva, (Recife, 12 de julho de 1942) é um administrador, empresário, comerciário e político brasileiro, outrora deputado federal por Pernambuco.

## Dados biográficos
Filho de Augusto Lins e Silva Filho e Maria Júlia Fortes Lins e Silva. Administrador de empresas formado pela Pontifícia Universidade Católica do Rio de Janeiro, tem um curso de produtividade industrial na Companhia Progresso do Estado da Guanabara (COPEG) e um curso de inglês na Universidade da Califórnia em Los Angeles. Eleito vereador no Recife pela ARENA em 1968, conquistou o mandato de deputado federal em 1970 e 1974, retirando-se da vida pública ao final do mandato.